# Cinc Clàssics

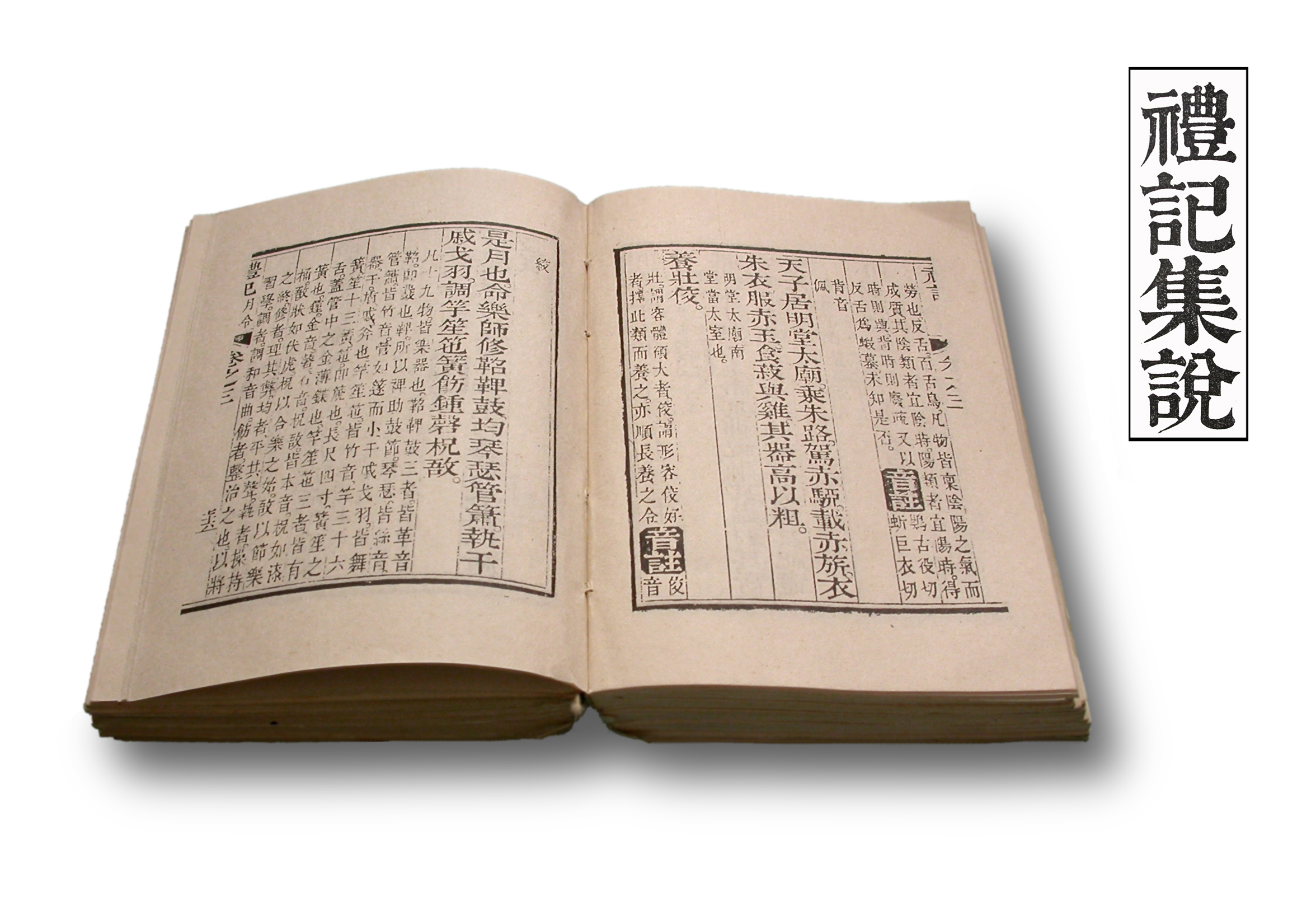
Un exemplar del Li ji

Wu jing (en xinès tradicional: 五經; en xinès simplificat: 五经; en pinyin: Wǔ Jīng) o els Cinc Clàssics, és el corpus de llibres que el confucianisme utilitzava per als seus ensenyaments i eren els texts que tota persona cultivada havia de conèixer. Amb la creació dels exàmens imperials seria obligatòria la seva memorització per accedir als càrrecs administratius.
Menci, l'erudit més important de l'època en relació al confucianisme, ha considerat que "Anuaris de primavera i tardor" era igual d'important que les cròniques semi-llegendàries de períodes anteriors. Durant la dinastia Han occidental, que va adoptar el confucianisme com la seva ideologia oficial, aquests texts es van convertir en una part important del currículum de l'estat. Va ser llavors quan els texts van començar a considerar-se com un conjunt, una col·lecció, que es diria "els Cinc Clàssics". Durant més de 2.000 anys aquests llibres es van utilitzar com a autoritat sobre la societat, el govern, la literatura i la religió a la Xina. Els estudiants xinesos normalment estudiaven els curts Quatre Llibres abans d'estudiar els Cinc Clàssics.
Els Cinc Clàssics van ser ensenyats des de l'any 136 aC, quan el confucianisme es va tornar la ideologia d'estat a la Xina, fins a principis del segle xx, juntament amb la introducció dels exàmens imperials. El domini dels texts era requerit perquè qualsevol home de lletres accedís a un lloc de treball en la vasta burocràcia governamental. Després de l'any 1950 només alguns texts escollits van ser alliçonats en escoles públiques.

## La recopilació dels llibres
Aquestes obres són:
- Yi jing (Llibre de les mutacions o canvis). És un manual d'endevinació probablement recopilat abans del segle xi aC; el seu aspecte filosòfic complementari, contingut en una sèrie d'apèndixs, va poder haver estat compost més tard per Confuci i els seus deixebles.
- Shu jing (Llibre de la història o dels documents), és una col·lecció de documents històrics antics.
- Li ji (Registre del ritu)
- Shi jing (Llibre de la poesia o de les odes), una antologia de poemes antics.
- Chun qiu (Primaveres i tardors, igualment anomenat Lin jing), és una crònica d'esdeveniments històrics esdevinguts a la Xina feudal des del segle viii aC fins a la mort de Confuci, a principis del segle V aC.

També s'hi inclou a vegades el Yue jing, anomenat "el Sisè Clàssic", llibre desaparegut a l'època de la dinastia Han (202 aC - 220 dC). El que queda de l'obra forma part del "Registre del ritu".
Quatre dels llibres: Shū, Shī, Chunqiu i Yì són recopilacions que conserven les tradicions més antigues dels cercles de mestres, analistes i endevins de l'antiguitat. El cinquè tom, és a dir el Llibre dels Rituals (Lǐ), va ser afegit posteriorment pels lletrats de Lu i tenia com a missió la transmissió dels quatre toms anteriors. Finalment, va ser afegit el sisè tom, el Llibre de la Música (Yuè).
En l'època Han oriental (de l'est), els autors ordenaven típicament els Clàssics en un ordre establert tot seguit. Tot i això, en Han occidental (o de l'oest), l'ordre establert era el següent: Llibre de la poesia o de les odes, llibre de la història o dels documents, Registre del ritu, llibre de les mutacions o canvis, Annals de primavera i tardor i el Clàssic de la música.
Més endavant, aquest corpus s'amplià amb els anomenats Quatre Llibres i altres Clàssics, constituint l'anomenat cànon confucià.

### Yijing, el Llibre de les mutacions
El Yijing, Yi Jing o Yi Txing (en xinès tradicional: 易經; en xinès simplificat: 易经; en pinyin: yìjīng; en Wade-Giles: I Ching, també transcrit I King o Yi King) és un llibre filosòfic i oracular xinès els primers texts del qual se suposen escrits cap al 2400 aC. El seu títol es tradueix sovint per Clàssic dels canvis o Llibre de les mutacions. La seva finalitat és de descriure i permetre de comprendre els estats del món i les seves evolucions.
Aquesta obra és una recerca especulativa i cosmogònica elaborada, que ha influït de manera fonamental el pensament xinès. Partint de l'oposició/complementarietat entre els principis Yin i Yang (solell i obaga, sol i lluna, mascle i femella, actiu i passiu, etc.) i subdividint aquesta dualitat de manera sistemàtica, s'arriba a una sèrie de 64 estats arquetípics, representats pels anomenats hexagrames, símbols teòricament capaços d'explicar totes les situacions de l'existència.
La filosofia del Yijing descriu, doncs, un univers regit pel principi del canvi a causa de la relació dialèctica entre els oposats. Mai no presenta una situació en la qual no estigui inclòs el principi contrari al rector del signe, que conduirà a un nou estat. Els canvis se succeeixen de manera cíclica, com les estacions de l'any. El canvi es considera com l'única realitat existent, la matèria és només una manifestació passatgera d'un principi més profund.
La seva estructura matemàtica va impressionar Leibniz, que hi va veure la primera formulació de l'aritmètica binària.

### Shujing, el Llibre de la història
Shujing (en xinès tradicional: 書經, en xinès simplificat: 书经; en pinyin: Shū Jīng), també conegut com a Shangshu (en xinès tradicional: 尚書, en xinès simplificat: 尚书; en pinyin: Shàng Shū) és el llibre de la història o dels documents. Va prendre el seu nom durant la dinastia Han. Originalment es deia Shu (Llibre o document), amb el sentit de "llibre de les generacions anteriors". És una col·lecció de documents antics de caràcter històric. També està compost per alguns discursos presumptament escrits per governants i oficials de les dinasties Xia, Shang i Zhou Occidental i el període anterior. Data possiblement del segle VI aC, sent així el text narratiu xinès més antic, ja que conté exemples de la prosa antiga xinesa, i la recopilació més antiga de documents sobre successos de la història antiga de la Xina. Després de la Dinastia Han, el Clàssic d'història es va convertir en un dels clàssics confucionistes més importants.
El principal contingut del llibre són els edictes imperials i converses entre emperadors i ministres reflectint l'astronomia, geografia, pensament filosòfic, educació, lleis i sistema institucional d'aquest període històric. El llibre conté material molt valuós per a entendre la societat xinesa de l'època.
Aquest Clàssic està ordenat cronològicament. Consta de 100 articles agrupats en quatre parts: Document de Yu, Document de Xia, Document de Shang i Document de Zhou. Conté quatre formes d'escriptura:
1) Codis - Documentació dels codis penals i estatuts;
2) Reconvencions escrites - Converses escrites entre emperadors i ministres i entre ministres mateixos, així com oracions i rituals de sacrifici;
3) Promeses dels emperadors i vassalls;
4) Ordres - Els mandats imperials que els emperadors feien en nomenar oficials o recompensar vassalls.
El llibre consta de 58 capítols (incloent vuit subseccions) dels que 33 són considerats generalment com a obres autèntiques del segle VI aC. El propòsit dels cinc primers capítols del llibre és preservar el registre dels fets d'emperadors il·lustres com Yao i Shun; els següents 4 estan dedicats a la dinastia Xia, la precisió històrica no ha pogut ser definitivament establerta; els següents 17 capítols tracten sobre la dinastia Shang i la seva caiguda. La culpa d'això se situa sobre l'últim governant Shang, al qual es descriu com extravagant, luxuriós i sanguinari. Els últims 32 capítols comprenen la dinastia Zhou fins al regnat del duc Mu dels Qin.

### Shijing, el Llibre de la poesia
Shijing (en xinès tradicional: 詩經; en xinès simplificat: 诗经; en pinyin: Shī Jīng) és el llibre de la poesia o de les odes. És una antologia de poemes antics. Es compon de 305 poemes dividits en 160 cançons folklòriques, 74 cançons menors de festes, tradicionalment entonades durant festes de la cort, 31 cançons importants de festa cantades en cerimònies solemnes de la cort i 40 himnes i elegies, entonades durant sacrificis als déus i als esperits ancestrals de la casa reial. Es creu que van ser recopilades pel mateix Confuci, que hauria escollit al voltant de 300 poemes d'entre 3000. Durant l'època de la dinastia Han encara existien quatre versions de la col·lecció però només s'ha conservat una.
Les quatre divisions principals del Clàssic de poesia són:
- "Aires dels estats" (Guofeng 国 风), en general poemes sobre amor i emocions.
- "Les Odes Menors" (Xiaoya 小雅), amb part de crítica social.
- "Les Odes Majors" (Daya 大雅), referents a l'enaltiment de la dinastia Zhou.
- "Els Himnes" (Song 颂), cançons rituals de la dinastia Zhou, els ducs de Lu i els descendents de la dinastia Shang.

Tots els poemes compten amb un petit prefaci i el primer poema amb un prefaci gran. El contingut d'aquests prefacis és una interpretació moral i fins i tot política de poemes que superficialment semblen simples cançons d'amor. Generalment el vers inicial de cada poema crea certa atmosfera o estat d'ànim, en la majoria dels casos evocant imatges de la natura, ocells o plantes.
Pràcticament tots els estudiosos de les dinasties Han, Tang i Song van escriure comentaris al Llibre de poesia en ser una part integral dels ensenyaments confucians i havien de ser apreses de memòria per generacions i generacions d'estudiosos. Recopilats en el Llibre de poesia es troben poemes populars dels períodes compresos entre l'època de la dinastia Zhou Occidental fins al Període de Primavera i Tardor.
El Clàssic de poesia es classifica en tres parts d'acord amb el contingut: Feng (balades), Ja (poemes d'intel·lectuals i aristòcrates) i Song (oracions).
La primera part, Feng, també anomenada Guofeng, és principalment una col·lecció de cançons folklòriques. Es divideix en 15 grups i compta amb un total de 160 poemes que, majoritàriament, expressen l'amor entre homes i dones i la desafecció del poble cap a l'emperador. Ja conté 105 poemes, la majoria d'ells escrits per oficials de la cort i aristòcrates. Song es compon de 40 poemes que són cançons per oferir sacrificis i lloar a l'emperador per part dels aristòcrates. Eren habitualment interpretats amb acompanyament de ball. Tot i que el Clàssic de la poesia és una col·lecció d'obres de molts autors, la majoria d'ells són desconeguts i només una petita part d'ells han pogut ser estudiats per generacions posteriors.
El Clàssic de la poesia va exercir un efecte profund en l'antiga Xina pel que fa a la política, cultura, llenguatge i fins i tot pensament. Durant els Períodes de Primavera i Tardor, els diplomàtics de la cort sovint expressaven el que no volien dir amb les seves pròpies paraules o allò que era difícil de dir citant frases del Clàssic de la poesia de manera similar al llenguatge diplomàtic actual. Confuci va lloar el Clàssic de la poesia com a manera de reivindicar la cultura popular i millorar enormement la capacitat d'observació i habilitats interpersonals mitjançant el seu estudi.

### Lǐjīng, el Registre del ritu
Lǐjīng (en xinès tradicional: 禮經; en xinès simplificat: 礼经; en pinyin: Lǐ Jīng), també conegut com a Lǐ jì (en xinès tradicional: 禮記; en xinès simplificat: 礼记; en pinyin: Lǐjì) és el registre del ritu. Es tracta d'una antologia de texts escrits entre el Període dels Regnes Combatents i les dinasties Qin i Han per estudiosos confucionistes que ofereixen la seva interpretació de les normes socials, els sistemes de govern, normes d'etiqueta i ritus cerimonials procedents de la dinastia Zhou.
També conegut com els Tres Ritus, consisteix en tres texts rituals antics que s'identifiquen entre els clàssics del confucianisme, un registre de les formalitats socials i cerimònies de la cort del Zhou Occidental. La versió estudiada avui dia és una versió recopilada per uns investigadors del segle iii aC. Aquesta és una versió restaurada de la còpia original després de la crema dels texts confucians a l'any 213 aC. Els texts que componen aquest Clàssic són el Clàssic dels Ritus, els Ritus de Zhou i el Yili (Etiqueta i ritus).
Clàssic dels ritus
El Llibre de Ritus es creu que va ser compilat pels estudiosos de normes d'etiqueta Dai De i el seu nebot Dai Sheng durant l'època de la dinastia Han Occidental. La versió original del Llibre dels ritus que incloïa 85 articles seleccionats per Dai De es va perdre en generacions posteriors. La versió compilada per Dai Sheng de 49 articles és l'origen de l'actual Llibre dels ritus.
El llibre principalment registra i explica els codis d'etiqueta anteriors al període Qin. Presa les normes d'etiqueta i la música com a nucli involucrant molts altres aspectes com a política, lleis, moral, filosofia, història, sacrificis, art, vida diària, calendari, geografia, etc. Així doncs, és un mostrari concentrat de la política, filosofia i idees ètiques del pensament confucionista anterior a la dinastia Qin. El Llibre dels ritus elabora idees molt profundes respecte a l'educació, la vida, el cultiu del físic i la ment que continuen sent font d'inspiració i reflexió en l'actualitat.
Escrit en prosa amb llenguatge concís però vivaç, alguns articles del Llibre dels ritus tenen gran valor literari. Alguns assajos es serveixen d'històries curtes però vívides per il·lustrar veritats; alguns estan perfectament estructurats; alguns contenen reflexions profundes dins de narracions senzilles; altres són bons en les seves descripcions psicològiques. A més el llibre aplega un gran nombre de proverbis i aforismes molt incisius i profunds.
El Llibre dels ritus, juntament amb els Ritus de Zhou i Etiqueta i ritus, són generalment anomenats llibre dels Tres Ritus i ha influenciat profundament la cultura xinesa. Molts estudiosos de diverses èpoques i dinasties van fer glosses a aquest llibre.

### Chunqiu, els Annals de primavera i tardor
Chunqiu (en xinès tradicional i simplificat: 春秋; en pinyin: Chūnqiū) són els Annals de primavera i tardor. Aquest és, cronològicament, l'anal més antic escrit i té una extensió aproximada d'unes 16.000 paraules. És una crònica dels successos històrics ocorreguts en la Xina feudal del segle viii aC. fins a la mort de Confuci, a principis del segle V aC (més exactament de 722 a. C. a 481 d. C.). Registra els esdeveniments que van tenir lloc durant els 242 anys d'història del Estat de Lu, l'estat natiu de Confuci, durant els quals 12 monarques van governar el país. També comprèn àmpliament la situació en altres estats i l'evolució dels grans esdeveniments del Període de Primavera i Tardor. L'obra se centra en les activitats polítiques de la classe governant durant aquest període, incloent expedicions de càstig entre estats vassalls, les condemnes de les usurpacions, assassinats, incests, formació d'aliances, reunions, pelegrinatges, etc. També recull alguns fenòmens naturals, com eclipsis solars i lunars, terratrèmols, inundacions, plagues, etc. A més, successos econòmics i culturals, com sacrificis rituals, casaments, funerals, construcció de ciutats i palaus, entre d'altres, també van ser registrats.
El text original dels Annals de primavera i tardor tenia una longitud de 18.000 paraules però la versió que es conserva actualment consta de poques més de 16.000. L'obra és molt concisa, amb una precisa elecció de paraules i comentaris breus. No obstant això, els Annals de primavera i tardor estan en alguns casos poc documentats, amb esdeveniments dels quals només narren el resultat sense detalls de la història completa. Per tant, generacions posteriors els troben difícils d'explicar. S'han escrit nombroses obres per a explicar i ampliar els seus significats. Aquests treballs es coneixen com a "Comentaris".
El tom està compost per tres texts, que es van denominar en conjunt com "Els tres Comentaris sobre els Annals de primavera i tardor". Els tres són un informe diferent sobre els mateixos successos relatats en els Annals de primavera i tardor. El primer té unes poques diferències significatives, com ara que cobreix un període més llarg que el Clàssic.
- Zuo Zhuan (el Comentari de Zuo).
- Comentari de Gongyang.
- Comentari de Guliang

Tradicionalment es creu que aquesta obra va ser recopilada per Confuci. Al llarg de la seva vida Confuci va viatjar per molts territoris durant 14 anys i va tornar a l'Estat de Lu quan ja era ancià. Després d'això va difondre les seves idees polítiques recopilant els Annals de primavera i tardor, amb l'esperança que el seu pensament fos seguit per les generacions futures.

### Yuèjīng, el Llibre de la música (el Sisè clàssic)
Existeix també un sisè llibre, inclòs de vegades, anomenat Yuèjīng (en xinès tradicional: 樂經; en xinès simplificat: 乐经; en pinyin: Lè Jīng) Se'l coneix com "el Sisè Clàssic" o "el Clàssic de la música" i és un llibre desaparegut a l'època de la dinastia Han (202 a. C. - 220 d. C.). Les úniques restes que es conserven d'aquest Sisè Clàssic formen part del Li ji (Registre del ritu).

## El Cànon confucià: Clàssics confucians
Més endavant, els Cinc Clàssics al costat dels Quatre Llibres i altres clàssics confucionistes van constituir el nomenat com a cànon confucià. Les obres aquí incloses reben el nom de Dian Ji (Clàssics xinesos), i en general se les coneix com a jing ("clàssic"). Altres clàssics confucians són, per exemple, el Clàssic de la pietat filial (és un breu llibre que explica com comportar-se amb algú més o superior i el tracte que el major ha de tenir amb el menor) i el Eyra (és un diccionari que explica el significat i la interpretació d'alguns termes en el context confucionista).

## Autoria dels clàssics
Tradicionalment es pensava que l'editor i el recopilador dels Cinc Clàssics havia estat Confuci. L'estudiós anomenat Yao Hsin-chung admet que hi ha motius per creure que els Clàssics sortissin de les mans del propi filòsof, però també reconeix que "res pot donar-se per descomptat tractant-se de les primeres versions dels clàssics. Des de la Dinastia Han occidental la majoria d'erudits confucionistes creien que Confuci havia recol·lectat i editat els primers treballs, així "arreglant" les versions dels texts antics que posteriorment es van convertir en els Clàssics. Al segle xx, molts erudits xinesos encara creien en aquesta teoria. "El nou erudit confucionista, Xiong Shili (1885 - 1968), per exemple, afirmava que els Sis Clàssics eren les versions definitives" arreglades "per Confuci quan aquest ja era gran. Altres erudits han tingut diferents teories i punts de vista. L'escola de texts antics per exemple, depenia de les versions trobades en la Dinastia Han, que suposadament van sobreviure a la crema de llibres de la Dinastia Qin. Així i tot, molts creien que aquests treballs no van ser editats per Confuci, sinó que provenien directament de la Dinastia Zhou.
A causa de diferents raons, principalment relacionades amb l'erudició de texts moderns, un gran nombre d'erudits del segle XX tant a la Xina com en altres països consideren que Confuci no va tenir res a veure amb editar els texts, i molt menys escriure'ls. Yao Hsin-chung declara que els altres erudits encara s'aferren a la visió pragmàtica que la història dels Clàssics és llarga, i que Confuci i els seus seguidors, encara que no pretenien crear un sistema de clàssics, van contribuir a la seva formació. En qualsevol cas, és indiscutible que durant la majoria dels últims 2.000 anys, molts van creure que Confuci va editar o bé escriure aquests clàssics.